# La Cárcel de Siglo XX
La Cárcel de siglo XX, también llamada Cárcel Central del Sur o Antigua Cárcel de Arequipa es un edificio ubicado en el centro histórico de Arequipa. Actualmente es propiedad de la Municipalidad Provincial de Arequipa, la misma que cedió el uso de la estructura al Instituto Nacional Penitenciario, el mismo que lo utiliza como oficinas administrativas de la Sede Regional de la Dirección Regional Sur - INPE.

## Historia
El 29 de marzo de 1873, durante el gobierno de Manuel Pardo, se expidió una ley que disponía la construcción de tres cárceles centrales en el país. La del norte, que sería construida en Trujillo y que recibiría a los condenados a prisión de los departamentos de Piura, Amazonas, Loreto, La Libertad y Cajamarca, la del centro que estaría en Lima recibiría a los de Ancash, Lima, Junín, Huánuco, Huancavelica, Ayacucho, Ica y Callao y la del sur con sede en Arequipa, recibiría a los de Arequipa, Moquegua, Tacna, Apurímac, Cusco y Puno. Esta disposición no se pudo cumplir debido, en primer lugar, a la Guerra del Pacífico y, posteriormente, al azaroso proceso de reconstrucción nacional.
A inicios del siglo XX, debido también a la necesidad de una cárcel moderna en la ciudad de Arequipa, durante el primer gobierno de José Pardo y Barreda (hijo del presidente durante cuyo mandato se expidió la mencionada ley) se inició la construcción de la Cárcel Central del Sur, que junto con la Cárcel Central de Lima (antiguo Penal El Sexto) fueron las únicas que llegaron a construirse. El 1 de julio de 1905 fue puesta la primera piedra en un terreno ubicado a la espalda del antiguo Fuerte de Santa Marta por el presidente José Pardo buscando emular el estilo de la Penitenciaría de Lima que fuera construida en el siglo XIX. En dicha ocasión estuvo presente también el Ministro de Justicia, el arequipeño Jorge Polar Vargas, el prefecto del departamento de Arequipa, Fernando G. Alvízuri, el presidente de la Corte Superior de Justicia de Arequipa José Manuel Suárez, el alcalde de Arequipa Emilio Benavides y otras autoridades. En la revista Variedades, dirigida por Clemente Palma, se dio cuenta de que el proyecto de la obra pertenecía al ingeniero Julio Andrés Arce con el apoyo del ingeniero Oscar López Aliaga y describe el edificio en construcción: “Lo componen edificios radiales con un observatorio central al que están unidas todas las dependencias. Tiene dos pisos, 500 celdas, talleres, salas de instrucción, capilla, etc., además, que La fachada es de 130 metros de largo y el fondo de 94. Está completamente aislado por calles en cada uno de sus cuatro costados”.
Su construcción fue finalizada en 1922 y estuvo en funcionamiento hasta 1987 cuando se puso en funcionamiento el Establecimiento Penal de Arequipa en el distrito de Socabaya. En septiembre de 1971, al pie del torreón de la esquina este (confluencia de las calles Santa Rosa y Corbacho) fue fusilado Víctor Apaza Quispe, quien fuera el último ejecutado civil por pena capital en el Perú antes de que, cinco días después, el presidente Juan Velazco Alvarado aboliera definitivamente la pena de muerte en el Perú para delitos comunes.
La Ley N.º 25337 del 3 de septiembre de 1991, adjudicó el inmueble en propiedad a la Municipalidad Provincial de Arequipa la que utiliza gran parte del área como depósito y cedió el uso de la parte administrativa al INPE. El año 2001, producto del terremoto de ese año, los dos torreones de la fachada sufrieron daños, siendo reconstruidos el año 2015.

## Elementos arquitectónicos
Sus murallas tienen una altura promedio de 7.5 metros y están construidas íntegramente de sillar. En la fachada principal se pueden observar que las murallas están compuestas de tres partes: el basamento o zócalo, el cuerpo principal y el remate (dinteles) mientras que en las fachadas laterales sólo se observan el cuerpo principal de muro (con dos tipos de textura) y un remate de cornisa sin dinteles. En el interior de la muralla se encuentran adosados a ella puestos de vigilancia cada 10 metros los que están interconectados por un pasaje o galería interior. La muralla está construida con muro cajón hasta una altura de 6 metros y, sobre esto, se desarrolló el pasaje interior con un ancho máximo de 0.90 metros y una altura máxima de 1.80 metros.
Tiene, en total, 6 torreones o baluartes con una altura promedio de 11 metros, un diámetro exterior de 3.05 metros y un diámetro interior de 2.15 metros. Son de forma completamente cilíndrica y cuentan, en su interior, con dos niveles. Aquellos que se ubican en los vértices tenían ambos niveles incomunicados. Al primer nivel se accedía por los patios y servían como celdas aisladas. El segundo nivel servía como espacio articular del recorrido de vigilancia por el pasaje interior de la muralla. Los otros dos torreones son los que forman la fachada principal y estaban comunicados interiormente por medio de escaleras.